# HC Kralovice 1944
HC Kralovice 1944 (celým názvem: Hockey Club Kralovice 1944) je český klub ledního hokeje, který sídlí v obci Kralovice v Plzeňském kraji. Založen byl v roce 1944. Od sezóny 2016/17 působí v Plzeňské krajské soutěži – sk. B, šesté české nejvyšší soutěži ledního hokeje. Klubové barvy jsou černá, zelená a žlutá.
První zmínky o organizovaném hokeji ve městě jsou z let 1943–45, za letopočet vzniku klubu je považován rok 1944. Nejprve se utkání odehrávala na (dnes již neexistujícím) Podměstském rybníku, od r. 1956 začalo hokejistům sloužit nově vybudované přírodní kluziště s mantinely a umělým osvětlením. V šedesátých letech 20. stol. také oddíl dosáhl na řadu úspěchů, celkem šest sezon hrál krajskou soutěž. Ovšem v roce 1971 ze soutěže sestoupil, následně přerušil činnost a zaniklo i přírodní kluziště. Činnost oddílu byla obnovena v roce 1979 jako TJ Sokol Kralovice. V roce 1991 se klub osamostatňuje a v následujících letech účinkuje pod názvem TJ 1. LHC Kralovice 1991. Od roku 2015 hraje klub pod názvem HC Kralovice 1944, z. s..
Své domácí zápasy odehrává v Třemošné na tamějším zimním stadionu s kapacitou 150 diváků.

## Historické názvy
Zdroj:
- 1944 – SK Kralovice (Sportovní klub Kralovice)
- 1956 – TJ Sokol Kralovice (Tělovýchovná jednota Sokol Kralovice)
- 1971 – zánik
- 1979 – obnovena činnost pod názvem TJ Sokol Kralovice (Tělovýchovná jednota Sokol Kralovice)
- 1991 – TJ 1. LHC Kralovice 1991 (Tělovýchovná jednota 1. LHC Kralovice 1991)
- 2015 – HC Kralovice 1944 (Hockey Club Kralovice 1944)

## Přehled ligové účasti
Stručný přehled
Zdroj:
- 2010–2013: Plzeňská krajská soutěž – sk. A (5. ligová úroveň v České republice)
- 2013–2015: Plzeňská krajská soutěž – sk. D (8. ligová úroveň v České republice)
- 2015–2016: Plzeňská krajská soutěž – sk. C (7. ligová úroveň v České republice)
- 2016– : Plzeňská krajská soutěž – sk. B (6. ligová úroveň v České republice)

Jednotlivé ročníky
Zdroj:
Legenda: ZČ - základní část, červené podbarvení - sestup, zelené podbarvení - postup, fialové podbarvení - reorganizace, změna skupiny či soutěže
| Česko (2010 – ) |                                 |           |          |                                       |                      |
| Sezóny          | Soutěž                          | Úroveň    | ZČ       | Play-off, nadstavba, sk. o udržení... | Poznámky             |
| 2010/11         | Plzeňská krajská soutěž – sk. A | 5. úroveň | 2. místo |                                       |                      |
| 2011/12         | Plzeňská krajská soutěž – sk. A | 5. úroveň | 3. místo | Zápas o 3. místo (neodehráno)         |                      |
| 2012/13         | Plzeňská krajská soutěž – sk. A | 5. úroveň | –. místo |                                       | Odhlášení ze soutěže |
| 2013/14         | Plzeňská krajská soutěž – sk. D | 8. úroveň | 1. místo | Finále                                |                      |
| 2014/15         | Plzeňská krajská soutěž – sk. D | 8. úroveň | 1. místo | Vítěz                                 | Postup               |
| 2015/16         | Plzeňská krajská soutěž – sk. C | 7. úroveň | 4. místo | Finálová skupina (4. místo)           | Reorganizace         |
| 2016/17         | Plzeňská krajská soutěž – sk. B | 6. úroveň | 8. místo |                                       |                      |
| 2017/18         | Plzeňská krajská soutěž – sk. B | 6. úroveň | 7. místo |                                       |                      |
| 2018/19         | Plzeňská krajská soutěž – sk. B | 6. úroveň |          |                                       |                      |